# Gymnophallus choledochus
Gymnophallus choledochus är en plattmaskart. Gymnophallus choledochus ingår i släktet Gymnophallus och familjen Gymnophallidae. Inga underarter finns listade i Catalogue of Life.